# Mezoamerika

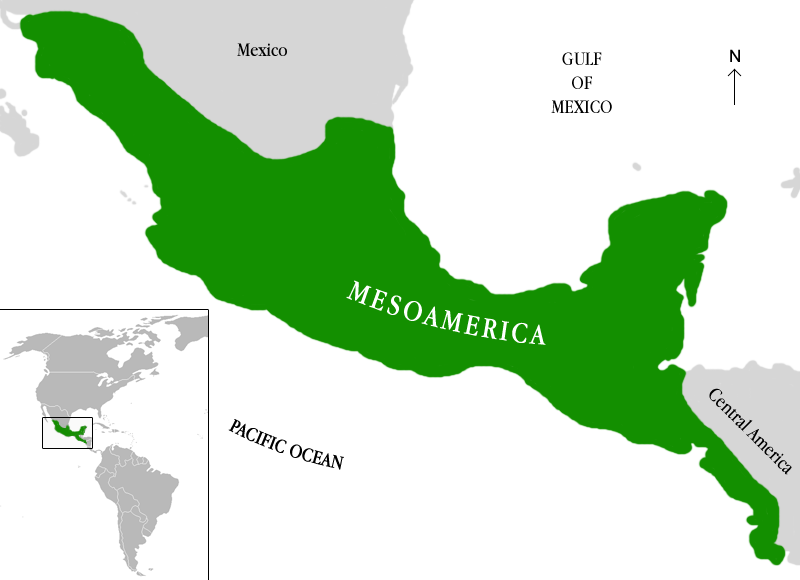
Geografické vymezení Mezoameriky

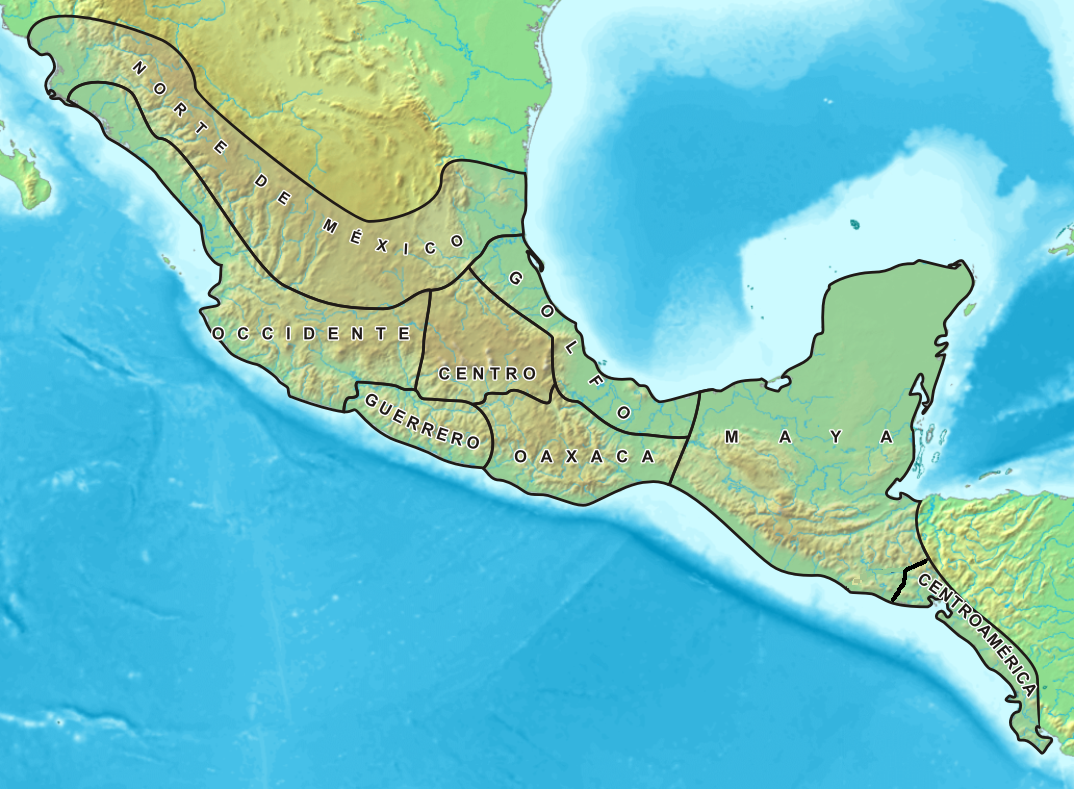
Oblasti Mezoameriky

Mezoamerika je pojmenování pro území na americkém kontinentu. Nejčastější geografická definice pojmu Mezoamerika zahrnuje střední a jižní Mexiko (především poloostrov Yucatán a mexické státy Chiapas a Oaxaca), Belize, Guatemalu, severní část Salvadoru a západ Hondurasu. 
Nejedná se o typické geografické označení, jako spíš o výraz používaný ve vztahu k dějinám této oblasti. Zmíněné území bylo osídleno mezoamerickými civilizacemi (Teotihuacán, Toltékové, Aztékové, Zapotékové, Mixtékové, Mayové, Olmékové, Totonakové, Čičimékové, Taraskové, Tlaxcaltékové, Lakandonové, Tzeltalové, Tzotzilové, Axcolhové).

Dodnes se zde používají mezoamerické jazyky (např. mayské jazyky, nahuatl).
Období před příchodem Evropanů můžeme rozdělit do 3 období:
- předklasické období: 2. tisíciletí před naším letopočtem – 3. století našeho letopočtu
- klasické období: 3. století – cca 9. až 10. století
- poklasické období: 9. až 10. století – počátek 16. století[1]